# Hoplitis garzetta
Hoplitis garzetta là một loài Hymenoptera trong họ Megachilidae. Loài này được Warncke mô tả khoa học năm 1991.